# Zwijndrecht, Antwerpen
Zwijndrecht là một đô thị ở tỉnh Antwerpen, ở Bỉ. Ngoài nội ô Zwijndrecht, đô thị này bao gồm các làng Burcht. Tại thời điểm ngày 1 tháng 1 năm  2006, Zwijndrecht có dân số 18.231.
Tổng diện tích là 17,82 km² với mật độ dân số là 1.023 người trên mỗi km².

## Cư dân nổi tiếng
- Leo Tindemans, nhà chính trị, cựu Thủ tướng Bỉ